# 冒姓 (行為)
冒姓，即冒用他人之姓氏。在古代，使用母姓一般算是冒姓的一种。值得注意的是，不只後來的氏，先秦的姓亦有冒姓現象，如與杞國同為姒姓的越國、與秦國同為嬴姓的徐國等。

## 使用格式
冒姓，可用在以下格式：
1. “范仲淹曾冒姓朱。”
2. “范仲淹曾冒朱姓。”

## 原因
1. 使用母姓。如卫青、卫子夫姐弟。《史记·卫将军骠骑列传》中曾记载：“大将军卫青者，平阳人也。其父郑季，为吏，给事平阳侯家，与侯妾卫媪通……故冒姓为卫氏。”（卫媪是卫老太太的意思。）；
2. 使用继父姓。如范仲淹。范仲淹父亲在其兩歲時便病逝了，范母谢氏改嫁山东淄州长山县一朱姓人家，范仲淹也取名朱说，成人后将名字改回。
3. 攀附世族。此种冒姓现象多发生在魏晋、隋唐时期，由于“九品中正制”及其以郡望门第评品人物，选官任职，出身寒门者往往有冒姓，攀附之现象。
4. 改名避祸。出于躲避仇家追杀、官府逮捕等原因逃匿他地时，常会改名换姓。此意有时被认为是“改姓”而非“冒姓”。